# Pe 1-19
Pe 1-19, auch PN G026.5-03.0, ist ein planetarischer Nebel. Seine Entdeckung durch Luboš Perek wurde 1960 publiziert.